# Rafał Witek
Rafał Witek (ur. 14 sierpnia 1971 we Wrocławiu) – polski autor powieści, wierszy i słuchowisk dla dzieci i młodzieży.

## Życiorys
Ukończył Nauczycielskie Kolegium Języków Obcych we Wrocławiu. W 1997 był stypendystą UNESCO w dziedzinie twórczości poetyckiej. W 2004 r. zwyciężył w konkursie na powieść dla dzieci wydawnictwa Znak. Laureat konkursu im. Astrid Lindgren (2013), zdobywca Ogólnopolskiej Nagrody Literackiej im. Kornela Makuszyńskiego (2015). Współpracuje z magazynem dla dzieci „Świerszczyk”, portalem qlturka.pl i warszawskim chórem dziecięcym Mille Voci. Oprócz twórczości dziecięcej publikował także tomy wierszy dla dorosłych oraz felietony i recenzje (Odra, Gazeta Wyborcza).

## Twórczość
- Drugi człowiek, Wrocław 1996, wyd. OKiS, ISBN 83-902785-7-X (tom wierszy)
- Autoportret ze znakiem zapytania, Kraków 2000, wyd Zielona Sowa, ISBN 83-7220-118-8 (tom wierszy)
- Zwykła dziewczynka, Wrocław 2002, wyd. Siedmioróg, ISBN 83-7254-240-6 (powieść dla dzieci)
- Plaża tajemnic + Wiersze dla niegrzecznych dzieci, Kraków 2004, wyd. Znak, ISBN 83-240-0488-2 (powieść i tom wierszy dla dzieci)
- Cudnie paskudnie, Warszawa 2006, wyd. Telbit, ISBN 83-88109-81-2 (powieść dla młodzieży)
- Zmyślone historie, Warszawa 2007, wyd. Telbit, ISBN 978-83-60848-16-6 (powieść dla dzieci)
- Julka Kulka, Fioletka i ja, Warszawa 2009, wyd. Bajka, ISBN 978-83-61824-05-3 (powieść dla dzieci)
- Ale heca! Ale draka! Nowe wiersze o zwierzakach!, Warszawa 2011, wyd. AWM, ISBN 978-83-7250-575-0 (tom wierszy dla dzieci)
- Dzieciaki kontra FOBIA, Warszawa 2011, wyd. Egmont, ISBN 978-83-237-5296-7 (powieść dla dzieci)
- Maja na tropie jaja, Warszawa 2012, wyd. Egmont, ISBN 978-83-237-5567-8 (opowiadanie dla dzieci)
- Walizka pana Hanumana, Warszawa 2013, wyd. Egmont, ISBN 978-83-237-6046-7 (opowiadanie dla dzieci)
- Klub latających ciotek, Łódź 2013, wyd. Literatura, ISBN 978-83-7672-242-9 (powieść dla dzieci)
- Psotnice podwórkowe, Warszawa 2013, wyd. Egmont (opowiadanie dla dzieci)
- Wyprawa na biegun, Warszawa 2014, wyd. Egmont (opowiadanie dla dzieci)
- Mur, Warszawa 2015, wyd. Egmont
- Koala nie pozwala, Warszawa 2016, wyd. Bajka (wiersz dla dzieci)
- seria Bzik&Makówka, Warszawa 2014 - 2016, wyd. Nasza Księgarnia (powieści dla dzieci)
- Chłopiec z Lampedusy, Łódź 2016, wyd. Literatura, ISBN 978-83-7672-479-9 (powieść dla dzieci)
- Tresura pióra (z Moniką Hałuchą), Warszawa 2017, wyd. Zielona Sowa, ISBN 978-83-8073-552-1
- Niebostrada, Warszawa 2018, wyd. Bajka, ISBN 978-83-65479-29-7 (wiersz dla dzieci)
- Lewy, gola!, Warszawa 2018, wyd. Egmont, ISBN 978-83-281-3318-1 (opowiadanie dla dzieci)
- Ja, Majka, Warszawa 2021, wyd. Nasza Księgarnia, ISBN 978-83-10-13538-4 (powieść dla dzieci)
- Odlot. Carl i niespodzianki [w:] 15 (u)ważnych opowieści, Warszawa 2022, wyd. Wydawnictwo Olesiejuk, ISBN 978-83-663-7006-7 (opowiadanie dla dzieci i młodzieży)